# 木造具康
木造 具康（こづくり ともやす）は、室町時代後期の武将・公家。参議・木造俊茂の子。『木造氏系図』では木造長政と同一人物とする。

## 生涯
永正11年（1514年）従五位下に叙爵し、永正13年（1516年）侍従に任ぜられる。大永2年（1522年）従五位上、大永4年（1524年）正五位下と昇進し、左近衛少将を経て、天文6年（1537年）従四位下・左近衛中将に至る。
父・木造俊茂により殺害されたという。のち、木造家は北畠晴具の三男・木造具政が嗣いだ。

## 官歴
『諸家伝』による。
- 永正11年（1514年） 2月23日：叙爵（従五位下）
- 永正13年（1516年） 9月10日：侍従
- 大永2年（1522年） 8月11日：従五位上
- 大永4年（1524年） 4月：正五位下
- 時期不詳：左近衛少将
- 天文6年（1537年） 8月9日：従四位下、左近衛中将

## 系譜
- 父：木造俊茂[1]
- 母：不詳
- 妻：北畠材親の娘[2]
- 生母不詳の子女
  - 男子：木造具次[3]（1533-1605）[4]
- 養子女
  - 男子：木造具政（1530-?）